# Guerra civil libanesa
La guerra civil libanesa (en árabe: الحرب الأهلية اللبنانية‎ – Al-Ḥarb al-Ahliyyah al-Libnāniyyah) fue una guerra civil multifacética en el Líbano, que duró de 1975 a 1990 y produjo un número de muertes estimado en 120 000. Según datos de 2012, aproximadamente 76 000 personas siguen desplazadas dentro del Líbano. También hubo un éxodo de casi un millón de personas del Líbano como resultado de la guerra.
Antes de la guerra, el Líbano era una sociedad multiconfesional con musulmanes suníes y cristianos como las mayorías en las ciudades costeras, los musulmanes chiíes se encontraban principalmente en el sur y en el valle de Beqaa al este, y las poblaciones de las montañas eran en su mayoría drusas y cristianas. El gobierno del Líbano había sido dirigido bajo una influencia significativa de las élites entre los cristianos maronitas. El vínculo entre política y religión se había reforzado bajo el mandato de las potencias coloniales francesas desde 1920 hasta 1943, y la estructura parlamentaria favorecía una posición de liderazgo para su población cristiana. Sin embargo, el país tenía una gran población musulmana y muchos grupos panárabes y de izquierda se opusieron al gobierno prooccidental. La creación del estado de Israel y el desplazamiento de cien mil refugiados palestinos al Líbano durante los éxodos de 1948 y 1967 contribuyeron a cambiar el equilibrio demográfico a favor de la población musulmana. La Guerra Fría tuvo un poderoso efecto desintegrador en el Líbano, que estuvo estrechamente relacionado con la polarización que precedió a la crisis política de 1958, ya que los maronitas se pusieron del lado de Occidente, mientras que los grupos izquierdistas y panárabes se alinearon con los países árabes alineados con los soviéticos.
Los combates entre las fuerzas maronitas y palestinas (principalmente de la Organización para la Liberación de Palestina) comenzaron en 1975, más tarde los grupos izquierdistas, panárabes y libaneses musulmanes formaron alianza con los palestinos; pero durante el curso de la lucha, las alianzas cambiarían rápida e impredeciblemente. Además, potencias extranjeras, como Israel y Siria, se involucraron en la guerra y lucharon junto a diferentes facciones. Las fuerzas de mantenimiento de la paz, como la Fuerza Multinacional en el Líbano y la FPNUL, también estaban estacionadas en el Líbano.
Los Acuerdos de Taif de 1989 marcaron el comienzo del fin de los combates. En enero de 1989, un comité designado por la Liga Árabe comenzó a formular soluciones al conflicto. En marzo de 1991, el parlamento aprobó una ley de amnistía que indultó todos los delitos políticos antes de su promulgación. En mayo de 1991, las milicias se disolvieron, con la excepción de Hezbolá, mientras que las Fuerzas Armadas Libanesas comenzaron a reconstruirse lentamente como la única institución no sectaria importante del Líbano. Las tensiones religiosas entre sunitas y chiitas se mantuvieron después de la guerra.

## Antecedentes
En 1860, estalló una guerra civil entre drusos y maronitas en el Mutasarrifato otomano del Monte Líbano. La guerra resultó en la masacre de unos 10.000 cristianos y al menos 6.000 drusos. 
La Primera Guerra Mundial fue dura para los libaneses. La mayoría de los árabes lucharon en el ejército otomano contra los invasores británicos y franceses.
Con la derrota y disolución del Imperio otomano (1908-1922), los invasores franceses tomaron el control de la zona bajo lo que denominaron el Mandato Francés para Siria y el Líbano, bajo la Liga de Naciones. Los franceses crearon el estado del Gran Líbano como refugio para los maronitas, pero incluyeron una gran población musulmana dentro de sus fronteras.
En 1926, el Líbano fue declarado república y se adoptó una constitución. Sin embargo, esta fue suspendida en 1932. Diversas facciones buscaban la unidad con Siria o la independencia de Francia.  En 1936, Pierre Gemayel fundó el partido Falange Maronita.
La Segunda Guerra Mundial y la década de 1940 trajeron grandes cambios al Líbano y Oriente Medio. Se prometió la independencia al Líbano, que se logró el 22 de noviembre de 1943. Las tropas de la Francia Libre, que habían invadido el Líbano en 1941 para liberar a Beirut de las fuerzas de la Francia de Vichy, abandonaron el país en 1946. Los maronitas asumieron el poder sobre el Líbano y la economía. Se creó un parlamento en el que tanto musulmanes como cristianos tenían un número determinado de escaños. En consecuencia, el presidente sería maronita, el primer ministro, un musulmán sunita, y el presidente del Parlamento, un musulmán chiita.
En 1947, el Plan de Partición de Palestina de las Naciones Unidas condujo a una guerra civil en Palestina, el fin del Mandato Británico de Palestina y la Declaración de Independencia de Israel el 14 de mayo de 1948. La guerra civil en curso se transformó en un conflicto estatal entre Israel y los estados árabes en la guerra árabe-israelí de 1948. Esto provocó que refugiados palestinos cruzaran la frontera hacia el Líbano.
En julio de 1958, el Líbano se vio amenazado por una guerra civil entre cristianos maronitas y musulmanes
En la década de 1960, el Líbano se mantuvo relativamente tranquilo, pero esto pronto cambió. Fatah y otras facciones de la Organización para la Liberación de Palestina (OLP) llevaban mucho tiempo activas entre los 400.000 refugiados palestinos en los campamentos libaneses. A lo largo de la década de 1960, el centro de las actividades armadas palestinas se encontraba en Jordania. Se vieron obligados a reubicarse tras ser desalojados por el rey Hussein durante el Septiembre Negro de 1970 en Jordania. Fatah y otros grupos palestinos intentaron organizar un golpe de Estado en Jordania incentivando una división en el ejército jordano, algo que el OLP había intentado hacer una década antes a instancias de Nasser. Jordania respondió y expulsó a las fuerzas palestinas al Líbano. Cuando llegaron, crearon "un Estado dentro del Estado". Esta acción no fue bien recibida por el gobierno libanés y quebrantó el frágil equilibrio sectario del Líbano.
Ya en la época de la guerra de los Seis Días vivían en Líbano unos 400 000 refugiados palestinos. El país ya tenía una historia de conflictos entre los diversos grupos de musulmanes, cristianos y drusos. Entre 1968 y 1975 la OLP comenzó a formar milicias armadas entre los refugiados para lanzar ataques contra Israel, llegando a controlar gran parte del sur del país, lo que condujo a enfrentamientos con las fuerzas del ejército libanés. Ante esta amenaza a su tradicional poder, los cristianos libaneses empezaron a armarse, fenómeno al que siguió la militarización de los diversos grupos políticos o religiosos. Hacia 1971 la situación estaba descontrolada, dándose luchas locales.

## Comienzo de la guerra (1975-1977)
Ante los enfrentamientos de las distintas facciones, el gobierno libanés, muy debilitado, no pudo mantener el orden, lo que desembocó en feroces enfrentamientos en Beirut entre cristianos del oriente de la ciudad y palestinos de los diversos campos que había en ella, y que se expandieron pronto al resto del país (abril de 1975).
Ante los enfrentamientos entre grupos nacionalistas, derechistas y cristianos contra palestinos e izquierdistas, el gobierno nacional pidió la intervención de una fuerza de la Liga Árabe formada principalmente por soldados sirios, que terminó por apoyar al gobierno controlado por los cristianos. La capital, al igual que el resto del país, quedó dividida entre los distintos bandos que combatían constantemente entre sí.
El 22 de enero de 1976, el presidente sirio Hafez al-Assad negoció una tregua entre ambas partes, a la vez que comenzaba a movilizar encubiertamente tropas sirias al Líbano bajo la apariencia del Ejército de Liberación de Palestina para volver a someter a la OLP a la influencia siria y evitar la desintegración del Líbano. 
El 8 de mayo de 1976, Elias Sarkis, quien contaba con el apoyo de Siria, derrotó a Frangieh en las elecciones presidenciales celebradas por el Parlamento libanés. Sin embargo, Frangieh se negó a dimitir. El 1 de junio de 1976, 12.000 tropas regulares sirias entraron en el Líbano y comenzaron a realizar operaciones contra las milicias palestinas e izquierdistas.  Esto, técnicamente, puso a Siria del mismo bando que Israel, ya que este último había comenzado a suministrar armas, tanques y asesores militares a las fuerzas maronitas en mayo de 1976.

### Intervenciones israelíes (1978-1982)

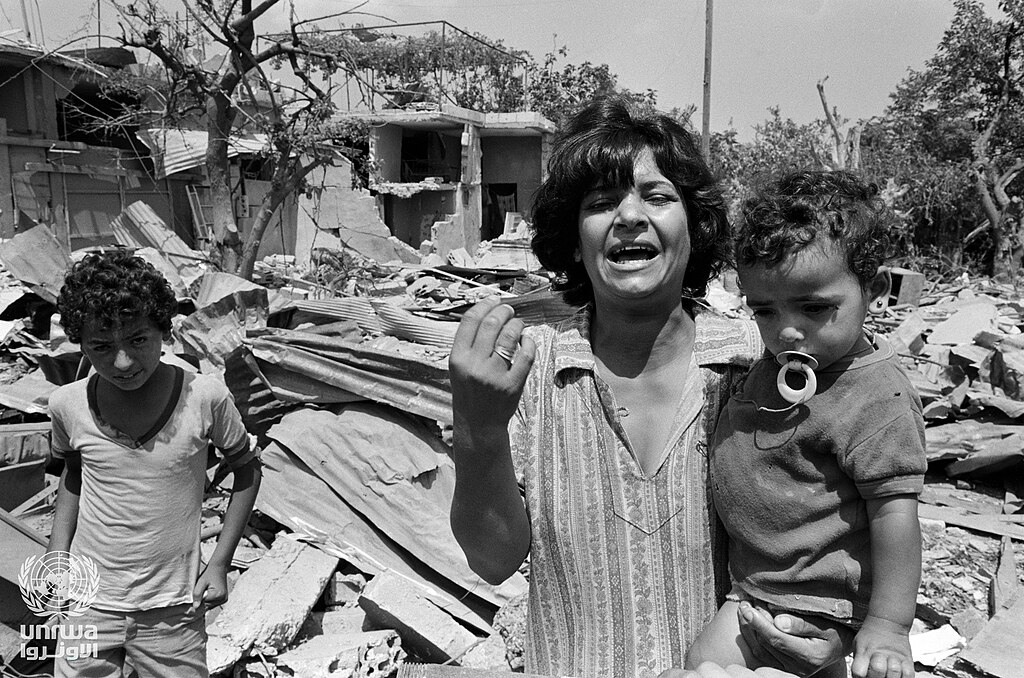
Una madre palestina llora tras la destrucción del campamento de refugiados del Buss (cerca de Tiro) por parte del ejército israelí

Entre 1979 y 1983, los servicios secretos israelíes llevaron a cabo una campaña a gran escala de atentados con coches bomba que causaron la muerte de cientos de palestinos y libaneses, en su mayoría civiles. El general israelí David Agmon dice que el objetivo era "crear caos entre palestinos y sirios en el Líbano, sin dejar una huella israelí, para darles la impresión de que estaban constantemente bajo ataque e inculcarles una sensación de inseguridad". "El columnista militar israelí Ronen Bergman señala que el objetivo principal era "presionar a la Organización para la Liberación de Palestina para que utilice el terrorismo como justificación para una invasión del Líbano".
El 16 de julio de 1981, los cohetes palestinos mataron a tres civiles israelíes. Al día siguiente, aviones israelíes bombardearon masivamente las oficinas de la OLP en Beirut, matando entre 200 y 300 personas, principalmente civiles libaneses, e hiriendo a más de 800 personas. Ante los ataques de los milicianos palestinos del sur del Líbano a su territorio, Israel decidió lanzar una ofensiva destruyendo sus bases y forzándolos a retroceder al norte y ocupar el territorio junto a las milicias cristianas, dejando como límite el río Litani.
En 1982, ante los ataques de los milicianos palestinos provenientes del centro del Líbano, las tropas israelíes lanzaron una nueva campaña hacia el norte, derrotando tanto a los palestinos como a sus aliados izquierdistas y sirios. La OLP es evacuada de Beirut al tomar el ejército israelí la ciudad. Ante la intervención israelí y la alianza de éstos con los cristianos, las tropas sirias pasaron a apoyar a los grupos islámicos. El 26 de junio, el Consejo de Seguridad de la ONU propuso una resolución que "exige la retirada inmediata de las fuerzas israelíes desplegadas alrededor de Beirut, a una distancia de 10 kilómetros de la periferia de esa ciudad, como primer paso hacia la retirada completa de las fuerzas israelíes del Líbano, y la retirada simultánea de las fuerzas armadas palestinas de Beirut, que se retirarán a los campamentos existentes".

### Ocupación israelí (1983-1985)
Tras la ocupación israelí, los palestinos y aliados inician una campaña de guerrillas y ataques suicidas con los que fuerzan a los israelíes a retroceder de nuevo al sur del Litani, dejando solos a sus aliados cristianos. Frente a la situación del país, tropas de la ONU se establecen en el Líbano, principalmente en el sur y tratan de reorganizar el gobierno y las fuerzas armadas libanesas, además de una fuerza de coalición formada por EE. UU., Francia, Italia y Reino Unido que intenta restablecer la paz en la capital pero termina fracasando.

### Final de la guerra (1986-1989)
En el último período de la guerra civil, diversos intentos de paz y reconciliación fracasan, en parte impedidos por las milicias palestinas, por lo que se forma una alianza entre las fuerzas cristianas, izquierdistas, sirias y de musulmanes libaneses para enfrentarles. Se inicia lentamente la desmovilización de los combatientes y su inclusión en la política formal.

### Tratado de paz y amnistía
En 1990 las últimas zonas de conflicto, especialmente en Beirut, son pacificadas y un año más tarde se concede una amnistía general a los excombatientes, aunque la ocupación siria de parte del norte y este del país durará hasta 2005 y la israelí de la zona meridional hasta el 2000. Esta larga guerra costó la vida de entre 130 000 y 250 000 personas, otro millón resultó herido, 100.000 con diversos grados de discapacidad permanente y otro millón huyó del país al exterior.

## Cronología
•	Período prebélico:
- 1970: Masiva llegada de combatientes palestinos de la OLP que convierten al Líbano en una base para ataques contra el estado de Israel.

•	Primera fase de la guerra (1975-1977):
- 1975: Entre enero y abril tienen lugar varios tiroteos entre milicianos palestinos y milicias de la Falange cristiana maronita.
- 1976: Masacres de civiles palestinos por parte de la Falange y de civiles cristianos por parte de la OLP. Líbano pide la intervención siria para frenar los combates. Acuerdo de Riad y división de la capital. El país queda dividido entre el Norte mayormente cristiano y el Sur mayormente musulmán.
- 1977: Formación de las Fuerzas Libanesas (LF), una milicia cristiana dominada por la Falange.

•	Segunda fase de la guerra (1977-1982):
- 1978: Israel invade el sur del Líbano, y crea el Ejército del Sur de Líbano (SLA), con milicianos cristianos de las localidades de Ain-Abel, Rumesh y Alma-al shaab. El Consejo de Seguridad de las Naciones Unidas crea una fuerza multinacional de mantenimiento de la paz a la que denomina FINUL y a la que encarga el mandato de mantener la paz en el Sector entre el río Litani y la línea de cese al fuego de 1948.
- 1981: Siria intenta extender su control en el Líbano basando sus acciones en una política de asimilación. Combates entre las fuerzas sirias y las Fuerzas Libanesas en el sector de Zahle.

•	Tercera fase de la guerra (1982-1983):
- 1982: Israel incursiona al norte del río Litani y ocupa los suburbios de Beirut. Combates entre las fuerzas de defensa de Israel y las milicias de la OLP. Llegada de efectivos multinacionales adicionales de la fuerza multinacional (Fuerza Multinacional en el Líbano). Los líderes de la OLP son evacuados y trasladados a Túnez. Milicianos de varias facciones cristianas masacran a cientos de ancianos, mujeres y niños y hombres no combatientes en los campamentos de refugiados de Sabra y Chatila.

•	1982-2000: Conflicto del sur del Líbano.
- 1983: Israel se retira de los alrededores de Beirut pero declara una "Zona de seguridad" con el apoyo de las milicias del autodenominado Ejército del Sur del Líbano. Combates entre milicias drusas y cristianas. Amal se establece como la principal fuerza Chií. Su ala más radical y fundamentalista se separa y formará luego el "Partido de Dios" (Hezbolá).

•	Cuarta fase de la guerra (1984-1990):
- 1985-1988: Amal, con apoyo sirio, lanza ataques contra los campamentos palestinos, apoyados por las milicias drusas (Guerra de los Campamentos).
- 1988: Hezbolá y Amal se enfrentan en varias barriadas de Beirut. Hezbolá gana influencia.
- 1989: El general Michel Aoun comandante de varias milicias cristianas lanza una ofensiva de guerra contra las tropas sirias. Acuerdos de Taif.
- 1990: Combates entre el Ejército libanés dirigido por Michel Aoun y milicias de la Falange. En octubre, tropas sirias aniquilan las posiciones de Aoun.

•	Posterior a la Violencia Interna:
- 1991: Todas las milicias se disuelven, con excepción de Hezbulá y el SLA que se enfrentan en el sur del país. Comienza la reconstrucción del país bajo protección de las tropas sirias.
- 1992: A raíz de la desaparición del Sheik Abbas al-Musawi, el Sheik Hassan Nasralá asume la Secretaría general del partido y el comando de los combatientes de Hezbolá.
- 1993: Bombardeos aéreos y escaramuzas en el sur del país entre Hezbulá y el Ejército libanés.
- 1996: Israel lanza la operación Uvas de la Ira. En un bombardeo de artillería contra combatientes palestinos que usaban a civiles libaneses como escudos humanos junto al perímetro de un campamento de la FINUL mueren 106 civiles libaneses en Qana.
- 2000: Israel retira sus tropas de la autodenominada zona de seguridad en el sur del Líbano, que es luego ocupada por Hezbulá. El SLA se disuelve y sus líderes se refugian en Israel. Hezbulá mantiene sus milicias y armamentos que incluyen artillería y cohetes de largo alcance.
- 2004: Aduciendo un respeto al statu quo el gobierno libanés se niega a desarmar a Hezbulá.
- 14-02-2005: El ex primer ministro Rafiq Hariri muere en un atentado en el centro de Beirut junto con otras 25 personas por efecto de un camión-bomba conducido por un terrorista suicida; este atentado produce una reacción del pueblo de Beirut que se denominará la Revolución de los Cedros. Siria retira sus tropas de todo el territorio libanés.
- 2006: Hezbolá ataca una patrulla fronteriza para capturar soldados israelíes; como resultado matan a siete y secuestran a dos soldados de las Fuerzas de Defensa de Israel (IDF). Este atentado desata una reacción en cadena que producirá 33 días de combates y bombardeos en la que mueren más de 1100 ciudadanos libaneses y más de 120 combatientes israelitas, estos eventos se han denominado la Guerra del Líbano de 2006. Israel invade Líbano en una operación terrestre pero su avance es frenado por Hezbulá. Se retira en agosto. El territorio meridional pasa a ser ocupado por las Fuerzas armadas libanesas y por tropas de la FINUL.
- 2007: El Ejército libanés aniquila en el campamento palestino de Nahr el Bared, en el extremo norte del país, a elementos de grupo autodenominado Fatah al islam que se cree tenía apoyo de la organización Al-Qaeda.
- 2008: Tras una pugna de poderes con el gobierno en mayo, Hezbulá ocupa las calles de Beirut y desarma a las milicias suníes y las drusas. Negocia la entrada de políticos chiíes en el Gobierno. Acuerdos de Doha. Combates en Trípoli.
- 2009: Elecciones. La coalición suní-cristiana Alianza del 14 de marzo obtiene un respaldo importante en las urnas.